# Хюсеин Хълми Ъшък
Хюсеин Хълми Ъшък (на турски: Hüseyin Hilmi Işık) е турски инженер химик, преподавател и писател на произведения по история и теория на исляма.

## Биография
Хюсеин Хълми Ъшък е роден на 8 март 1911 г. в Истанбул. Баща му Саид Ефенди и дядо му Ибрахим Ефенди са от село Тепава близо до Ловеч, България. По време на Руско-турската война (1877 – 1878), Саид Ефенди емигрира в Истанбул.

### Начални години и образование
Хюсеин Хилми Ефенди започва началното си образование на пет години в училище Михри Шах Султан, което се намира между джамията Ейюб и пристанище Бостан. Тук той прочита целия Куран-и керим. На седемгодишна възраст, започва основното си образование в училище „Решадиййе Нумуне“, което завършва с отличие. През 1924 година е приет във военна гимназия „Халиджиоглу“, която същата година се премества от Коня в Истанбул, като взема приемния изпит с отличен. Всяка година е първенец в своя клас и през 1929 година завършва военната гимназия с отличие. Хюсеин Хилми Ефенди продължава висшето си образование във факултета по фармация. Успешно завършва едногодишен стаж във военна болница „Гюлхане“ и получава звание старши лейтенант. Хюсеин Хилми Ефенди бива назначен на длъжност възпитател във Военномедицинския Факултет. В същото време във факултета по инженерна химия, той слуша лекциите по висша математика на проф. Рихард фон Мизес, по механика на Вилиям Прагер, по физика на Хари Дембър, по химия на Филип Грос. Той работи шест месеца при професора по химия Фриц Арндт и спечели одобрението му. През този период, Хюсеин Хилми Ефенди синтезира съединението фенил-циан-нитрометан и открива формулата му. Този продукт, който се явява единствен в света, е публикуван в сборник на Факултета по природни науки на английски език, а така също в книгата „Zentral Blatt“ (номер: 2519, 1937 г.) в Германия под името Хюсеин Хилми Ъшък.

### Кариера
Той е назначен за химик на токсични газове в областта Мамак, Анкара. Там той работи в продължение на 11 години. В това време научава немски език. Той става експерт по военни газове. През 1947 година работи като преподавател по химия във военна гимназия Бурса, след което става директор на гимназията. В продължение на много години работи като преподавател по химия във военните гимназии Кулели и Ерзинджан, той обучи стотици офицери. През 1960 година Хюсеин Хилми Ефенди се пенсионира като полковник от първи ранг. След оттеглянето си от военния пост, Хюсеин Хилми Ефенди работи като учител по математика и химия в различни учебни заведения на град Истанбул като гимназиите Вефа, Джагалоглу, Бакъркьой и в много други висши училища.
През 1962 година той купува „Централна аптека“ в Ешилкьой.

### Приноси за исляма
През 1929 година Хюсеин Хилми Ефенди се запознава и служи на ислямския учен Сеййид Абдулхаким Арваси (рахметуллахи алейх). Изучава такива религиозни науки като сарф, нахв, логика, фъкъх. След смъртта на Сеййид Абдулхаким Арваси, продължава обучението си при неговия син Ахмед Мекки Ефенди, в науките фъкъх, хадис, макул и менкул, усул и фюру.
През 1953 година Хюсеин Хилми Ефенди се дипломира с Иджазет-и мутлака за религиозно обучение. Осъществява преводи от арабски и персийски език, като така Хюсеин Хилми Ефенди служи на младото поколение. Има много книги подготвени от него, първата от тях е „Там Илмихал Сеадет-и Ебедиййе“, 14 книги на турски език и техните преводи на различни езици. Той казва: „Прочетох много книги. И разбрах, че съм никой в сравнение с величието на учените на Ехл-и суннет. Да се узнае за тях и да се следва пътя, който те са посочили, това е голямо благодеяние. Пътят на Ресулюллах – това е пътят, който те са указали. Тяхната нравственост – това е прекрасната нравственост на Пратеника на Аллаху теаля. Желаещият да постигне щастие на този и отвъдния свят трябва да върви по този път.“

### Смърт
Хюсеин Хилми Ъшък умира на 26 октомври 2001 година, на 90-годишна възраст, в болница „Тюркие Газетеси“, Истанбул, където се намира на лечение. Погребан в семейното гробище „Ейюб Султан“.

## Книги
- Признаниятана английския шпионин
- Съдният ден
- Животът на любимия ми пророк
- Мухаммед (алейхиселям)
- Ислямът, християнството и юдаизмът
- Вярата нужна на всеки
- Книга за намаза
- Ислям и християнство
- Защо станаха мюслюмани
- Cevâb veremedi
- Ehl-i Sünnet yolu
- Dinde reformlar
- Eshâb-ı Kirâm
- Fâideli Bilgiler
- Hak Sözün Vesîkaları
- Herkese lâzım olan îmân
- İngiliz Casûsunun İ'tirâfları – описва враждебната дейност, тайните заговори против Исляма от немюсюлманите, използвайки невежи и продажни хора представящи се за ислямски учени, които нанесли огромни вреди на Исляма и мюсюлманите
- İslâm ahlâkı – описва добрата нравственост, ползите от доброто поведение, лошите нрави, лечение на лошите нрави и др.
- Kıyâmet ve Âhiret
- Kıymetsiz yazılar (Kıymeti bulunamayan yazılar)
- Mektûbât Tercemesi (İmam-ı Rabbani Hazretleri)
- Menâkıb-ı Çihâr Yâr-i Güzîn (Dört Halîfenin üstünlükleri)
- Mısır'lı bir din adamının din düşmanlığı
- Namâz kitâbı
- Şevâhid-ün Nübüvve (Peygamberlik Müjdeleri)
- Tam İlmihâl Se'âdet-i Ebediyye
- Yüzkarası
- Признаниятана английския шпионин
- Съдният ден
- Животът на любимия ми пророк Мухаммед (алейхиселям)
- Ислямът, християнството и юдаизмът
- Вярата нужна на всеки
- Книга за намаза
- Ислям и християнство
- Защо станаха мюслюмани

www.ehlisunnetbg.com